# مارفن وينانز
مارفن وينانز (بالإنجليزية: Marvin Winans)‏ هو مغني أمريكي، ولد في 5 مارس 1958 في ديترويت في الولايات المتحدة.

## وصلات خارجية
- مارفن وينانز على موقع IMDb (الإنجليزية)
- مارفن وينانز على موقع ميوزك برينز (الإنجليزية)
- مارفن وينانز على موقع قاعدة بيانات برودواي على الإنترنت (الإنجليزية)
- مارفن وينانز على موقع ديسكوغز (الإنجليزية)